# Velké Somálsko

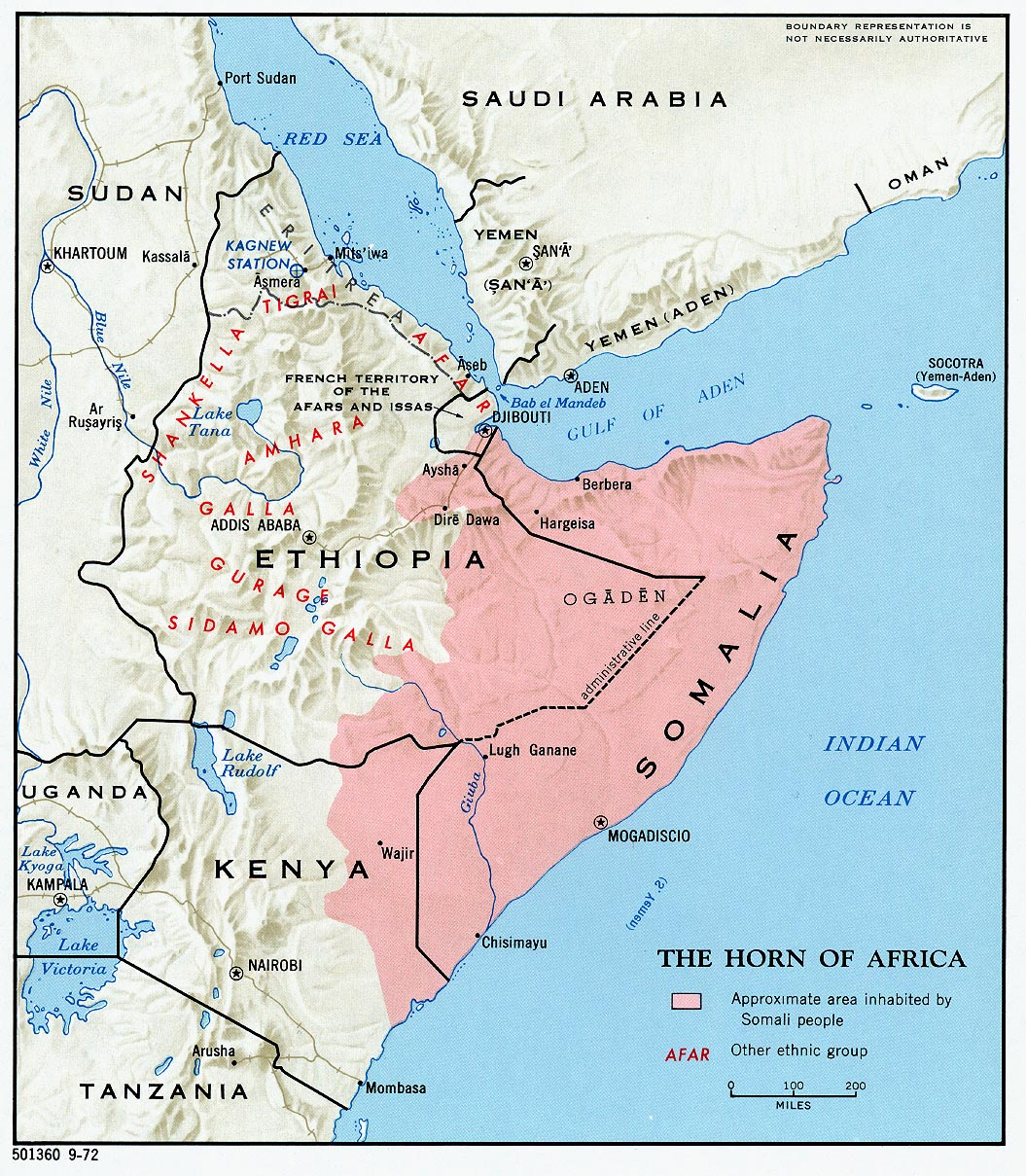
Historicky definovaná území Velkého Somálska ve východní Africe

Velké Somálsko (somálsky Soomaaliweyn, arabsky الصومال الكبرى; As-Sūmal al-Kubra) je politický koncept prosazující sjednotit všechny etnické Somálce v oblasti regionů Afrického rohu, které jsou považovány za somálská etnická území. Území historicky zahrnovalo britskou provincii Jubaland, protektorát britského somálského pobřeží, (nyní mezinárodně neuznaný Somaliland), italský Somaliland, části francouzského Somalilandu (dnešní Džibutsko), somálský region v Etiopii, severní pohraniční okres v Keni a východní území v rámci 46. poledníku. V současnosti zahrnuje vlastní Somálsko, Jubaland, jižní a východní Džibutsko, somálský region Dire Dawa v Etiopii a kraje Garissa, Wajir a Mandera v Keni (všechny byly součástí bývalé severovýchodní provincie, která byla zrušena v roce 2013).

## Dějiny
Od počátku 20. století se koncept Velkého Somálska začal rozvíjet se zrodem somálského národa jako sjednocené země obývané všemi Somálci v oblastech „Afrického rohu“. Pan-somalismus odkazuje na vizi znovusjednocení těchto oblastí za účelem vytvoření jediného somálského národa. Sledování tohoto cíle vedlo ke konfliktu: Somálsko se zapojilo po druhé světové válce do války o Ogaden s Etiopií o somálský region a podporovalo somálské povstalce proti Keni. V roce 1946 Somálská liga mládeže vybrala Harar jako budoucí hlavní město Velkého Somálska a následně vyslala delegáty do OSN. Úřad v Mogadišu odhalil tento návrh.

## Italské Somálsko

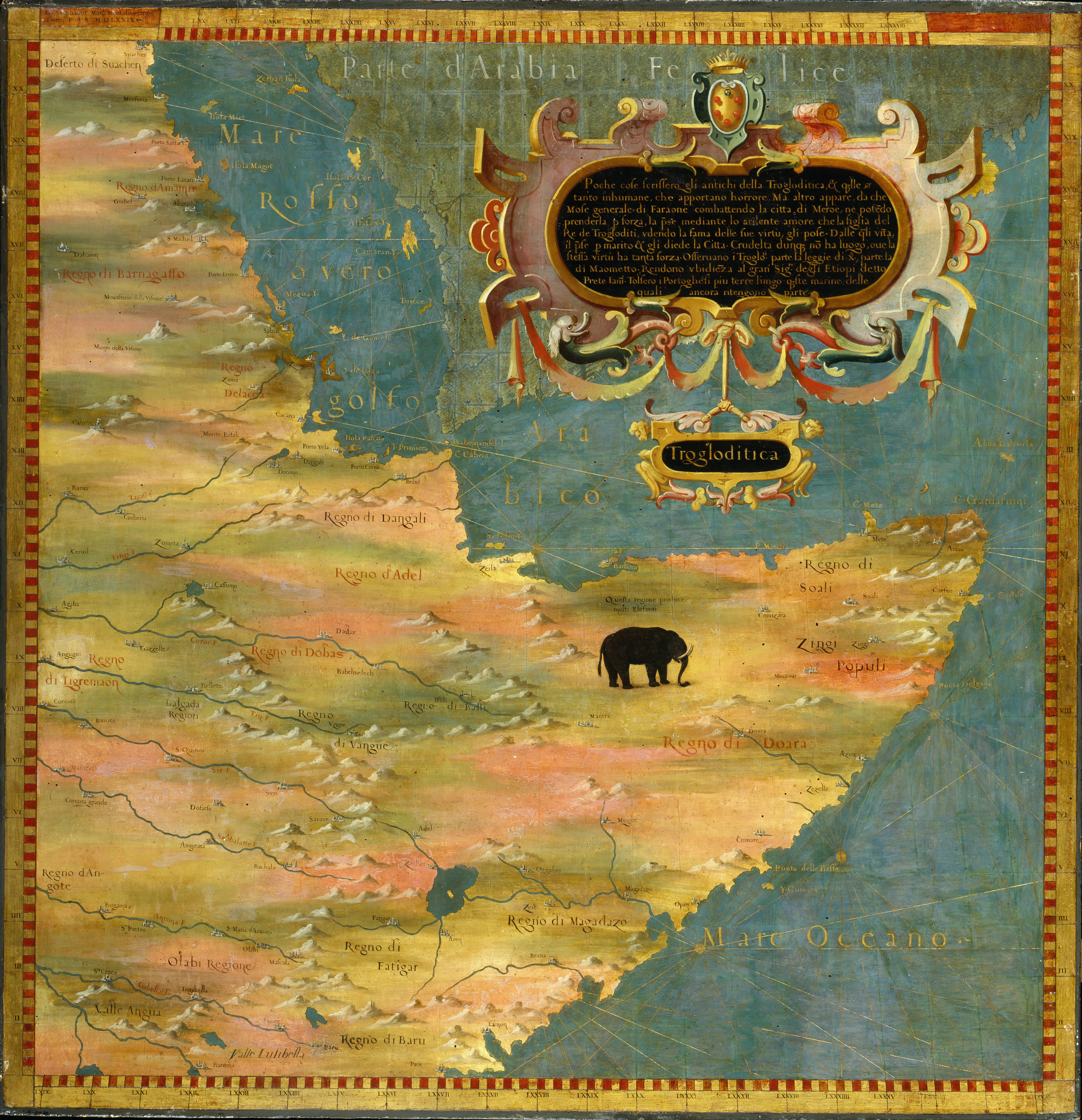
Obraz regionu Afrického rohu italského kartografa Stefana Bonsignoriho z roku 1579

Italové obsadili Benadir v roce 1890 a začali vytvářet koloniální Italské Somálsko (Italský Somaliland). Kolonii vytvořili v prvních letech začátku 20. století.
Během první světové války se Británie tajně dohodla s Itálií o převedení 94 050 kilometrů čtverečních protektorátu Jubaland, který se nacházel v dnešním jihozápadním Somálsku. To byla odměna Itálie za to, že se spojila s Británií v její válce proti Německu. Smlouva byla dodržena a v roce 1924 Británie postoupila Jubaland.
Italské Somálsko „Grande Somalia“ během druhé světové války rozšířilo hranice. V roce 1926 byla severní polovina Jubalandu začleněna do italského Somalilandu a později Italové přejmenována na Oltre Giuba. Británie si ponechala kontrolu nad jižní polovinou rozděleného území Jubaland, které bylo později nazváno Northern Frontier District (NFD).
Po dobytí Etiopie v roce 1936 Itálie anektovala také region Huwan. Tímto způsobem byl italský Somaliland rozšířen o hlavním město Mogadišu.
Na začátku druhé světové války italská vojska napadla Britské Somaliland a vypudila Brity. Benito Mussolini připojil dobytou oblast k italskému Somálsku a přidal dokonce oblast Moyale a Buna poblíž Jubalandu ve východní Keni. V srpnu 1940 se Mussolini chlubil skupině Somálců v Římě, že s dobytím Britského Somálska (které připojil k italskému Somálsku) se téměř všichni Somálci sjednotili a splnili si tak svůj sen o spojení všech Somálců. V září 1940 dokonce oznámil somálskému lidu v Itálii, že v rámci své Italské říše vytvořil italskou kolonii Grande Somalia.
Na začátku druhé světové války italské jednotky skutečně napadly Britské Somaliland a vypudily Brity. Británie si však ponechala správu většiny téměř výhradně Somálského obydleného severního pohraničního okresu. Italové se dokonce v létě 1940 pokusili obsadit francouzský Somaliland.

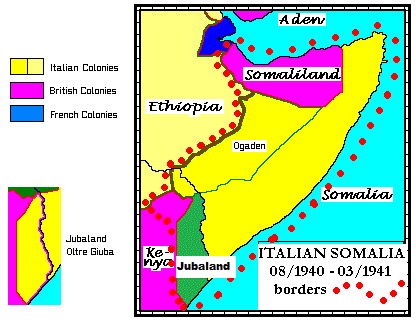
Velké Italské Somálsko po začátku druhé světové války v roce 1940

Britové však na jaře 1941 znovu získali kontrolu nad britským Somalilandem a dobyli italský Somaliland a somálskou oblast. V roce 1945 se konala Postupimská konference, kde bylo rozhodnuto o nevracení italského Somalilandu Itálii. Organizace spojených národů se místo toho v roce 1949 rozhodla udělit Itálii poručenství italského Somalilandu na dobu deseti let, po které by byl region nezávislý.
V roce 1948, pod tlakem svých spojenců z druhé světové války a ke zděšení Somálců Britové „vrátili“ region Haud (důležitá somálská pastvina, která byla pravděpodobně „chráněna“ britskými smlouvami se Somálci v roce 1884 a 1886) a somálského regionu do Etiopie, na základě smlouvy, kterou podepsali v roce 1897 a v níž Britové postoupili somálské území etiopskému císaři Menelikovi II. výměnou za jeho pomoc proti nájezdům somálských klanů. Británie zahrnovala výhradu, že somálští obyvatelé si zachovají svou autonomii, ale Etiopie si okamžitě nárokovala suverenitu nad oblastí. To vedlo v roce 1956 k neúspěšné nabídce Británie na odkoupení somálských zemí, které předala. Británie také udělila správu téměř výlučně Somálského severního pohraničního okresu keňským nacionalistům navzdory neformálnímu hlasování, které demonstrovalo ohromnou touhu obyvatel regionu připojit se k nově vytvořené Somálské republice.

## Somálská republika
První ozbrojený konflikt po nezávislosti a sjednocení území bývalého Britského Somalilandu a Italského Somalilandu, známého společně jako Somálská republika, začal v roce 1963 v etnickém oromském a somálském okrese Elekere, tehdy části provincie Bale, kde žili Oromové. Ze Spojených osvobozeneckých sil Oromie, Waqo Gutu. Baleovo povstání, rolnická vzpoura pramenící z problémů s půdou, zdaněním, třídou a náboženstvím, zuřila v provincii několik let, dokud řada událostí nevzala bojovníkům energii, stejně jako rozhodnutí Somálce. premiér Muhammad Haji Ibrahim Egal, aby zaměřil zdroje své země na hospodářský rozvoj. Rebelové se začali vzdávat etiopské vládě na konci roku 1969; Waqo Gutu, který byl předním z povstalců, byl v únoru 1970 obklíčen Etiopskými národním obrannými silami se svým velením stěží 200 mužů v Araně a vzdal se. Pacifikace byla dokončena další rok.
Džibutsko získalo svou nezávislost v roce 1977, ale v předvečer nezávislosti Somálska v roce 1960 se v roce 1958 konalo referendum, ve kterém se rozhodlo, zda se připojit k Somálské republice nebo zůstat s Francií. Referendum dopadlo ve prospěch pokračující asociace s Francií, a to především díky společnému „ano“ hlasů početné afarské etnické skupiny a rezidentních Evropanů. Nicméně většina těch, kteří hlasovali „ne“, byli Somálci, kteří byli silně pro připojení ke sjednocenému Somálsku, jak navrhl Mahmoud Harbi. Harbi byl zabit při letecké havárii o dva roky později a Hassan Gouled Aptidon , Somálec, který propagoval hlasování pro ano v referendu v roce 1958, skončil jako první prezident Džibutska po získání nezávislosti (1977–1991).
V letech 1977 až 1978 vedly Somálsko a Etiopie válku o kontrolu nad převážně somálským regionem Ogaden. V roce 1978 s pomocí sovětských a kubánských jednotek zahnaly etiopské jednotky somálskou armádu z Ogadenu, což v podstatě znamenalo konec Etiopsko-somálské války.
V roce 1981 Siad Barre navštívil Nairobi a vyhlásil, že Somálsko pozastavuje svůj nárok na Severovýchodní provincii (NFD). Zlepšené vztahy s Keňou vedly k podpisu paktu v prosinci 1984, který souhlasil s ukončením nepřátelství podél hranice. Po obnoveném střetu v Ogadenu s pohraničním střetem v srpnu 1982 Etiopie a Somálsko podepsaly v roce 1988 mírovou smlouvu.

## Občanská válka v Somálsku

Současná území bojujících stran Občanské války v Somálsku

Se začátkem Občanské války v Somálsku byla vize sjednocení různých historicky a převážně Somálských obydlených oblastí Afrického rohu do Velkého Somálska dočasně odsunuta na vedlejší kolej. V Keni získaly politický azyl tisíce uprchlíků. Řeči o pan-somálských sjednocovacích hnutích prozatím ustoupily do pozadí, protože se Republika rozštěpila na několik autonomních menších regionálních nebo klanových řídících zón. Severní regiony Somálské republiky, která byla dříve britským protektorátem, vyhlásily v roce 1991 nezávislost jako Somalilandská republika , čímž se rozbil sen o větším Somálsku, když se dva regiony, které se dříve sjednotily, oddělily. Přestože neexistovala jednotná vláda, a tudíž ani formální politika vůči iredentismu, mezi lety 1998 a 2000 se jednotliví vůdci milicí střetli s etiopskými jednotkami.

### Unie islámských soudů
Koncem roku 2006 šejk Hassan Dahir Aweys, šéf Svazu islámských soudů (ICU), který tehdy ovládal velkou část jižního Somálska, prohlásil: „Nenecháme kámen na kameni, abychom integrovali naše somálské bratry v Keni a Etiopii a obnovili jejich svobodu žít. se svými předky v Somálsku." Tyto cíle byly odsunuty na vedlejší kolej po rozhodující porážce ICU v bitvě u Baidoa a následných akcích války v Somálsku spojeneckými silami somálské prozatímní federální vlády (TFG), autonomních vládních zón Puntland, jihozápadní Somálsko, Jubaland a Galmuduga jejich vojenský podporovatel, Etiopie. Islámské soudy se rozdělily na dvě frakce. Jedna frakce chtěla podepsat mírovou dohodu a spojit se s TFG, zatímco druhá se snažila porazit etiopské jednotky a vyhnat vojáky Africké unie před případnými mírovými dohodami.